# Lijst van hunebedden in Thüringen
De lijst van hunebedden in Thüringen bevat alle bekende hunebedden in de Duitse deelstaat Thüringen.

## Lijst van graven
- Naam: Noemt de naam en eventuele alternatieve benamingen
- Plaats: Noemt de plaats
- Landkreis: GTH: Gotha (Kreisfreie Stadt); KYF: Kyffhäuserkreis
- Type: Onderscheid tussen verschillende graftypen
  - Urdolmen: kleine vierkante of rechthoekige grafkamer met vier draagstenen en één deksteen, met of zonder toegang.
  - Eingesenktes Kammergrab: op het westeuropese Galeriegrab teruggaande, in de bodem ingegraven rechthoekige grafkamer met toegang tot een voorruim aan de smalle kant
  - Mauerkammergrab: vaak ingegraven niet-megalitische grafkamer met stapelmuur-wanden

### Behouden graven
| Naam                       | Plaats     | Landkreis | Type     | Opmerkingen                                                            | Afbeelding |
| -------------------------- | ---------- | --------- | -------- | ---------------------------------------------------------------------- | ---------- |
| Großsteingrab Kalbsrieth a | Kalbsrieth | KYF       | Urdolmen | in dezelfde dekheuvel als de vernietigde Urdolmen Kalbsrieth b gelegen |            |

### Vernietigde graven
| Naam                       | Plaats     | Landkreis | Type                                       | Opmerkingen                                                         | Afbeelding |
| -------------------------- | ---------- | --------- | ------------------------------------------ | ------------------------------------------------------------------- | ---------- |
| Großsteingrab Kalbsrieth b | Kalbsrieth | KYF       | Urdolmen                                   | in dezelfde dekheuvel als de behouden Urdolmen Kalbsrieth a gelegen |            |
| Großsteingrab Gotha        | Gotha      | GTH       | Eingesenktes Kammergrab of Mauerkammergrab |                                                                     |            |